# DVD 오디오

DVD 오디오(DVD-Audio, 간단히 DVD-A)는 고선명 오디오 콘텐츠를 DVD를 통해 전달하기 위한 디지털 포맷이다. DVD 오디오는 동영상을 전달하는 포맷으로 고안된 것이 아니며, 영화나 뮤직 비디오를 담는 DVD 비디오와는 다르다.
최초의 디스크가 시장에 처음 들어선 것은 2000년이다. DVD 오디오는 고선명 오디오 콘텐츠를 전달하는 슈퍼 오디오 CD(SACD)와의 경쟁 포맷이다. 어떠한 포맷도 현재 소비자 시장에서 확고한 위치를 잡지 못하고 있다.

## 오디오 규격
|                                           | 16-, 20- 또는 24-비트 |          |        |           |         |        |
| 44.1 kHz                                  | 48 kHz                | 88.2 kHz | 96 kHz | 176.4 kHz | 192 kHz |        |
| 모노 (1.0)                                | 예                    | 예       | 예     | 예        | 예      | 예     |
| 스테레오 (2.0)                            | 예                    | 예       | 예     | 예        | 예      | 예     |
| 스테레오 (2.1)                            | 예                    | 예       | 예     | 예        | 아니요  | 아니요 |
| 스테레오 + 모노 서라운드 (3.0 또는 3.1)   | 예                    | 예       | 예     | 예        | 아니요  | 아니요 |
| 4채널 (4.0 또는 4.1)                      | 예                    | 예       | 예     | 예        | 아니요  | 아니요 |
| 3 스테레오 (3.0 또는 3.1)                 | 예                    | 예       | 예     | 예        | 아니요  | 아니요 |
| 3 스테레오 + 모노 서라운드 (4.0 또는 4.1) | 예                    | 예       | 예     | 예        | 아니요  | 아니요 |
| 풀 서라운드 (5.0 또는 5.1)                | 예                    | 예       | 예     | 예        | 아니요  | 아니요 |